# Poul Popiel
Poul Peter Popiel (født 28. februar 1943 i Søllested, Danmark) er en pensioneret NHL-back og cheftræner. Han spillede i OHA, AHL, WHA, NHL, CPHL, og IHL. Han spillede 12 kampe i IHL for Muskegon Mohawks før han halvvejs gennem sæsonen trak sig tilbage og blev cheftræner. Han blev den første spiller, sammen med Garry Peters, der vandt Ken McKenzie Trophy (i 1963-64.) Popiel skød med højre.
Popiel var kort i nyhederne i starten af 2007. New York Islanders kaldte Frans Nielsen op til holdet, og han gjorde sin NHL-debut 6. januar. På dette tidspunkt mente Islanders, at Nielsen var den første danskfødte spiller i NHL. Det viste sig dog at Popiel havde slået Nielsen med omkring 40 år.
Popiel var dog blevet amerikansk statsborger før sin debut, hvilket gav Nielsen æren af at være den første danske statsborger i en NHL-kamp. Desuden er Nielsen den første danske NHL-spiller, der er i hvert fald delvist trænet i det danske juniorhockey-system.

## Trofæer
- Ken McKenzie Trophy